# Anisopleura lieftincki
Anisopleura lieftincki är en trollsländeart som beskrevs av Prasad och Soumyendra Nath Ghosh 1985. Anisopleura lieftincki ingår i släktet Anisopleura och familjen Euphaeidae. IUCN kategoriserar arten globalt som otillräckligt studerad. Inga underarter finns listade i Catalogue of Life.